# Rue de Nemours
La rue de Nemours est une voie du 11e arrondissement de Paris, en France.

## Situation et accès
La rue de Nemours est une voie publique située dans le 11e arrondissement de Paris. Elle débute au 61, rue Oberkampf et se termine au 44, rue Jean-Pierre-Timbaud.

## Origine du nom
Elle porte le nom du duc de Nemours, Louis d'Orléans (1814-1896), fils de Louis-Philippe.

## Historique
La voie est ouverte par ordonnance du 27 juin 1838, et prend sa dénomination actuelle par décret ministériel du 3 octobre 1838.
Le 22 juin 2019, trois personnes périssent dans l'incendie de leur immeuble au 7, rue de Nemours.